# هربرت سترونج
هربرت سترونج (بالإنجليزية: Herbert Strong)‏ هو أكاديمي أسترالي، ولد في 24 نوفمبر 1841 في Clyst St Mary ‏ في المملكة المتحدة، وتوفي في 13 يناير 1918 في إنجلترا في المملكة المتحدة.